# ポート・オー・ポート半島
座標: 北緯48度34分 西経59度03分 / 北緯48.57度 西経59.05度

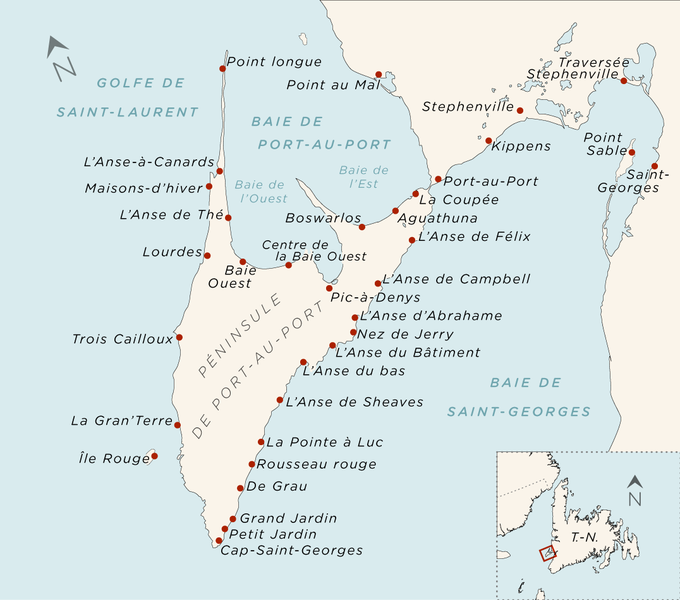
ポート・オー・ポート半島の地図

ポート・オー・ポート半島 （英語:Port au Port Peninsula、フランス語:Péninsule de Port-au-Port、ミクマク語:Kitpu）は、カナダ、ニューファンドランド・ラブラドール州、ニューファンドランド島の西にある半島。半島はセント・ローレンス湾に囲まれている。
半島には、数か所の英語圏の村や、州内有数のアカディア人定住地がある。半島が、ニューファンドランド島におけるフランス語圏の揺り籠であることは紛れもない事実である。島内唯一のフランス語圏の土地であり、数世代にわたってアカディア人の子孫やフランス人の子孫が暮らしている。
1971年以来、半島はニューファンドランド島唯一のバイリンガル地区と考えられている。

## フランス人漁民
ニューファンドランド島西岸におけるフランス語圏定住地の設立は、19世紀前半にさかのぼる。ポート・オー・ポート半島は、フランス海岸の一部で、季節労働をする漁民に排他的に開かれていた。漁民は頻繁にブルターニュのサンマロから訪れていた。彼らの定住は、立ち退かされる危険があるため禁止されていた。1904年、フランスはニューファンドランドにおける排他的漁業権を放棄した。漁民たちはその後、ランス＝オー＝カナール＝メゾン＝ディヴェール、ラ・グランド・テール、ケープ・セント・ジョージにコミュニティをつくってとどまった。

## アカディア人
1820年から1850年にかけ、ケープ・ブレトン島とマドレーヌ諸島からのアカディア人移民の波が押し寄せた。彼らは最初コドロイ谷に移り、その後セント・ジョージ湾、既にフランス人漁民が暮らしていた半島に最終的に根を下ろした。